# 玛丽塔·朗格
玛丽塔·朗格（德語：Marita Lange，1943年6月22日—），德国女子田径运动员。她曾代表东德参加1968年和1972年夏季奥林匹克运动会田径比赛，其中1968年奥运会获得一枚银牌。